# Municipio de San Martín Texmelucan
El Municipio de San Martín Texmelucan es uno de los 217 municipios en que se encuentra dividido para su régimen interior el estado mexicano de Puebla, se localiza la zona centro-oeste del estado y su cabecera es la ciudad de San Martín Texmelucan de Labastida, siendo esta última parte de la Zona Metropolitana de la misma.

## Geografía
San Martín Texmelucan se encuentra localizado en la zona oeste del Valle de Puebla-Tlaxcala y en las estribaciones de la Sierra Nevada, junto a los límites con el estado de Tlaxcala y cercano a los del estado de México, tiene una extensión territorial de 71.45 kilómetros cuadrados y sus coordenadas extremas son 19° 12' - 19° 20' de latitud norte y de 98° 22' - 98° 30' longitud oeste, su altitud fluctúa entre los 2 200 y 2 500 metros sobre el nivel del mar.
Limita al noroeste con el municipio de San Salvador el Verde, al suroeste con el municipio de San Felipe Teotlalcingo, al sur con el municipio de Chiautzingo y al sureste con el municipio de Huejotzingo; al noreste limita con el estado de Tlaxcala, en particular con el municipio de Ixtacuixtla de Mariano Matamoros, el municipio de Tepetitla de Lardizábal y el municipio de Natívitas.

### Orografía e hidrografía
El territorio municipal es mayormente plano por estar localizado en el Valle de Puebla-Tlaxcala, sin embargo tiene algunas elevaciones hacia el oeste que son las estribaciones de la Sierra Nevada, que divide dicho valle del Valle de México, dichas elevaciones se encuentra principalmente al oeste y al norte del municipio y son el Cerro Totolqueme, el Cerro Tepeyacac, el Cerro Mendocinas y el Cerro Ayecac, el terreno va de los 2 200 a los 2 500 metros sobre el nivel del mar.
La principal corriente del municipio es el río Atoyac, que también es a su vez la principal corriente de esa zona de Puebla. El río se forma con corrientes que descienden desde la Sierra Nevada y discurren por el valle. Entre dichas corrientes figuran también el río Ayotla y el río Xochiac: esta corriente recorre el territorio municipal en sentido noroeste-sureste, viniendo de la Sierra Nevada, y continúa hacia Tlaxcala para posteriormente retornar a territorio poblano. La totalidad del municipio pertenece a la Cuenca del río Atoyac y a la Región hidrológica Balsas.

### Clima y ecosistemas
El clima que se registra en San Martín Texmelucan se divide en dos clasificación, el sector oeste y suroeste tiene un clima Templado subhúmedo con lluvias en verano, de mayor humedad y el resto del territorio el clima Templado subhúmedo con lluvias en verano, de humedad media; la temperatura media anual se encuentra entre los 14 y los 16 °C; y la precipitación promedio anual de 800 a 1 000 mm.
Aunque lamentablemente en la actualidad el clima ha ido cambiando; las lluvias ya se presentan con un retraso considerable, pues cuando antes había abundante lluvia en los meses de mayo y junio, ahora se presenta un poco de sequía, las cosechas se retrasan, los campesinos tienen que sembrar después, y esto representa un grave problema para la agricultura, pues las semillas retrasan su crecimiento, y en ocasiones escasean. En los meses de octubre, noviembre e incluso en los primeros días de diciembre las lluvias se hacen presentes, esto hace que los agricultores comiencen las siembras tardías o en algunos casos prefieren retrasarlas hasta el próximo año, corriendo el riesgo de que sus cultivos se sequen, se pierdan en las inundaciones; y en casos extremos no se llegue a dar la cosecha.
En la mayor parte de su territorio se practica la agricultura de riego, y representa la zona de regadío más grande del Valle de Puebla. La vegetación está compuesta de bosques de pinos, encinos, semiárido (pino oaxaqueño, pino cembroides y encinos desiduos), combinada con terrenos de agricultura de riego y temporal, dedicados al cultivo de maíz, frutas y legumbres regionales; la fauna está representada por: coyotes, conejos, liebres, serpientes, tuzas, ardillas, ratas y ratón de campo, el gavilán, zopilote, águilas, tecolotes, aves migratorias como garza de pata negra, patos gorriones y otras especies; insectos, peces de agua dulce, anfibios y murciélagos, etc.

## Demografía
De acuerdo a los resultados del Conteo de Población y Vivienda de 2015 realizado por el Instituto Nacional de Estadística y Geografía, San Martín Texmelucan tiene un total de 152,052 habitantes.
Las lenguas indígenas más habladas son: 
- Náhuatl (595 habitantes),
- Totonaco (307 habitantes) y
- Zapoteco (59 habitantes).

| Evolución demográfica del municipio de San Martín Texmelucan |         |         |         |         |
| 1995                                                         | 2000    | 2005    | 2010    | 2015    |
| 111,737                                                      | 126,534 | 130,316 | 141,112 | 152,052 |

### Localidades

Principales localidades

En el municipio de San Martín Texmelucan se localizan un total de 45 localidades, siendo las principales y su población en 2005 las siguientes:
| Localidad                          | Población |
| Total Municipio                    | 130 316   |
| San Martín Texmelucan de Labastida | 72 505    |
| Santa María Moyotzingo             | 25 544    |
| San Rafael Tlanalapan              | 13 657    |
| San Juan Tuxco                     | 5 510     |
| San Jerónimo Tianguismanalco       | 4 395     |
| San Francisco Tepeyacac            | 3 468     |
| San Buenaventura Tecaltzingo       | 3 314     |

## Política
El gobierno del municipio le corresponde al ayuntamiento que está formado por el presidente municipal, un síndico y el cabildo integrado por doce regidores, ocho electos por mayoría y cuatro por representación proporcional, todos son electos mediante elección directa, universal y secreta para un periodo de tres años que no renovables para el periodo subsiguiente pero si de forma alternada y entran a ejercer su cargo el día 15 de febrero del año siguiente a su elección.

### Subdivisión administrativa
El municipio se divide en once juntas auxiliares que son:
- San Lucas Atoyatenco
- San Francisco Tepeyecac
- San Buenaventura Tecaltzingo
- San Juan Tuxco
- San Jerónimo Tianguismanalco
- San Baltazar Temaxcalac
- Santa Catarina Hueyatzacoalco
- San Cristóbal Tepatlaxco
- Santa María Moyotzingo
- San Rafael Tlanalapan
- El Moral

Las juntas auxiliares están integradas por el presidente municipal auxiliar y cuatro miembros propietarios y sus respectivos suplentes, son electos mediante un plebiscito popular el último domingo del mes de marzo del año correspondiente a la elección y asumen su cargo el 15 de abril siguiente para un periodo de tres años.

### Representación legislativa
Para la elección de diputados locales representantes de la población en el Congreso de Puebla y diputados federales integrantes de la Cámara de Diputados de México, el municipio de San Martín Texmelucan se encuentra integrado en los siguientes distritos electorales:
Local:
- VII Distrito Electoral Local de Puebla con cabecera en la ciudad de San Martín Texmelucan.[11]

Federal:
- V Distrito Electoral Federal de Puebla con cabecera en la ciudad de San Martín Texmelucan.[12]

### Presidentes municipales
- (1981 - 1984): Luis C. Manjarrez
- (1984 - 1987): Miguel Martínez Montes
- (1987 - 1990): Apolonio Méndez Meneses
- (1990 - 1993): Heriberto Cruz Sánchez
- (1993 - 1996): José Luis Domínguez Hernández
- (1996 - 1999): José Guadencio Víctor León Castañeda
- (1999 - 2002): Enrique Porter Basbusch
- (2002 - 2005): Sabás López Montaño
- (2005 - 2008): Rubén Alejandro Garrido Muñoz
- (2008 - 2011): Noé Peñaloza Hernández
- (2011 - 2012): Carlos Sánchez Romero
- (2012 - 2014): Teodoro Ixtlapale
- (2014 - 2018): Rafael Núñez Ramírez
- (2018 - 2024): Norma Layón Aarun

### Presidentes auxiliares 2019 - 2022
| Número | Junta auxiliar                | Presidente auxiliar       |
| ------ | ----------------------------- | ------------------------- |
| 1      | San Buenaventura Tecaltzingo  | Orlando Quiroz Alvarado   |
| 2      | San Rafael Tlanalapan         | Jessica Ramírez López     |
| 3      | Santa Catarina Hueyatzacoalco | Marisol Arana Alonso      |
| 4      | Santa María Moyotzingo        | Felipe Ramírez García     |
| 5      | San Jerónimo Tianguismanalco  | José Alberto García Peña  |
| 6      | San Juan Tuxco                | Maurio Robles Rafael      |
| 7      | San Francisco Tepeyecac       | Noe de Jesús Ramírez      |
| 8      | San Baltazar Temaxcalac       | Miguel Cante Pérez        |
| 9      | San Cristóbal Tepatlaxco      | Jonathan Ramon Pérez Roa  |
| 10     | El Moral                      | José Rubén Salinas Téllez |
| 11     | San Lucas Atoyatenco          | Omar García Tenorio       |